# 野中健吾
野中 健吾（のなか けんご、2003年4月9日 - ）は、日本のラグビー選手。

## プロフィール
- 大阪府出身[1]。
- ポジションはセンター(CTB)。
- 身長 180 cm、体重 94 kg
- 兄の亮志は元ラグビー選手[2]。
- U20日本代表に選ばれたことがある[3]。
- U23日本代表に選ばれたことがある[4]。
- ニックネームはけんご。

## 略歴
5歳から枚方ラグビースクールにてラグビーを始める。
2022年、東海大仰星大阪高校卒業後、早稲田大学に入学。
2025年、早稲田大学ラグビー蹴球部の主将に就任。